# Hulmeville
Hulmeville  è una borough degli Stati Uniti d'America, nella contea di Bucks nello Stato della Pennsylvania. Secondo il censimento del 2010 la popolazione è di 1.003 abitanti.

## Società

### Evoluzione demografica
La composizione etnica vede una maggioranza di quella bianca ( 97,42%), seguita dagli asiatici (1,01%) dati del 2000.
| borough di Hulmeville Popolazione |       |
| 2000                              | 983   |
| 2010                              | 1.003 |